# Sanjuansaurus
Sanjuansaurus – rodzaj dinozaura gadziomiednicznego z rodziny Herrerasauridae żyjącego w późnym triasie na terenach współczesnej Ameryki Południowej. Został opisany w 2010 roku przez Oscara Alcobera i Ricarda Martíneza w oparciu o niekompletny szkielet (PVSJ 605) obejmujący lewą kość szczękową, kręgi od obrotowego do dwunastego ogonowego – z wyjątkiem trzeciego, czwartego i przedniej części piątego kręgu tułowiowego – obie łopatki, lewą kość łokciową, paliczek paznokciowy należący prawdopodobnie do III palca lewej kończyny, niekompletną lewą kość biodrową, kości łonowe, udowe i piszczelowe, prawą kość strzałkową, skokową i piętową oraz II kość lewego śródstopia. Skamieniałości te odkryto w 1994 roku w ogniwie Cancha de Bochas, w karnickich osadach formacji Ischigualasto w prowincji San Juan w Argentynie, datowanych na około 231,4 mln lat.

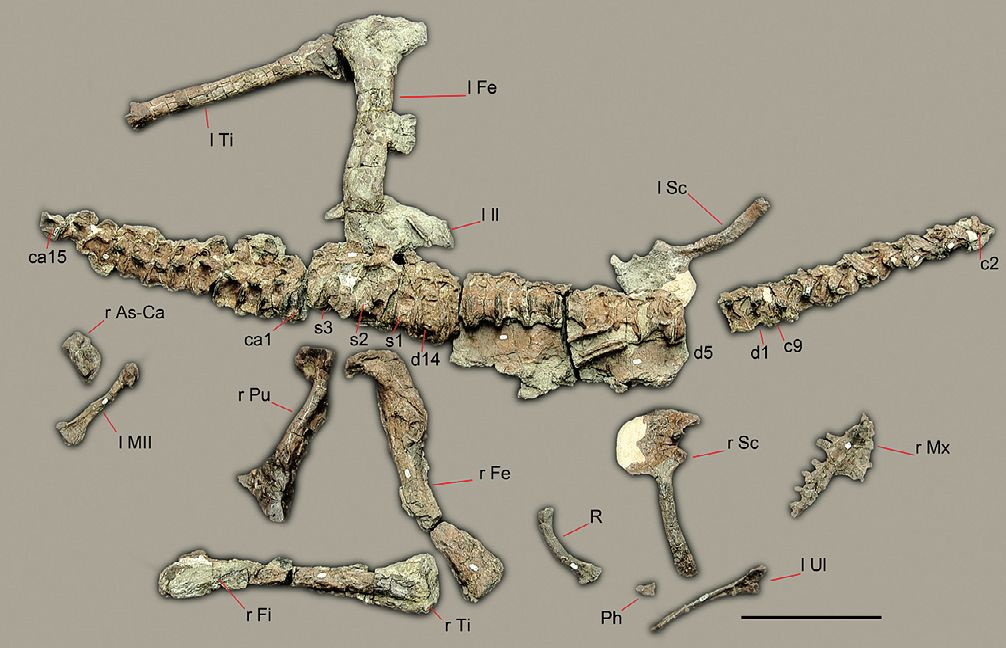
Zachowane kości Sanjuansaurus

Rozmiarami i ogólnymi proporcjami holotyp Sanjuansaurus przypominał średniej wielkości herrerazaury i był nieco większy od jedynego znanego staurikozaura. Podobnie jak Herrerasaurus miał 14 kręgów tułowiowych, co odróżniało go od staurikozaura, który miał 15 takich kręgów. Kość krzyżowa składa się z trzech kręgów. Spośród innych bazalnych dinozaurów wyróżniają go długie, taśmowate wyrostki poprzeczne z tyłu kręgów szyjnych, wyrostki kolczyste na kręgach tułowiowych co najmniej od szóstego do ósmego, mające zaostrzone wyrostki z przodu i z tyłu, łopatką i kością kruczą mającymi odwinięte boczne krawędzie stawowe oraz krótkimi kośćmi łonowymi, stanowiącymi około 63% długości kości udowej. Według analizy filogenetycznej przeprowadzonej przez Alcobera i Martíneza Sanjuansaurus należy do kladu Herrerasauridae, obejmującego bazalne dinozaury gadziomiedniczne. Pokrewieństwo wewnątrz niego nie jest jasne, gdyż trzy przeanalizowane rodzaje – Sanjuansaurus, Herrerasaurus i Staurikosaurus – znajdowały się w trychotomii.
Nazwa Sanjuansaurus pochodzi od prowincji San Juan oraz zlatynizowanego greckiego słowa sauros, oznaczającego „jaszczur”. Nazwa gatunkowa gatunku typowego, gordilloi, honoruje Raula Gordillo – preparatora skamieniałości i artystę, który przez wiele lat uczestniczył w wykopaliskach. W pobliżu szczątków Sanjuansaurus odnaleziono również pozostałości innych dinozaurów, takich jak Herrerasaurus, Eoraptor, Panphagia, Eodromaeus, oraz cynodontów, rynchozaurów i przedstawicieli kladu Crurotarsi.